# Ligusticum afghanicum
Ligusticum afghanicum är en flockblommig växtart som beskrevs av Karl Heinz Rechinger. Ligusticum afghanicum ingår i släktet strandlokor, och familjen flockblommiga växter. Inga underarter finns listade i Catalogue of Life.